# Jotxi
Jotxi (en mongol Зүчи, Züĉi, també transcrit Joci, Jöči, Jöchi, Juchi, Jotchi i altres variacions) (vers 1185-1227) fou el fill gran de Genguis Kan amb la seva dona principal Borte. El fet que fos el seu veritable fill va ser posat en dubte per Genguis Kan, dubte que tindrà un efecte notable en el paper de la descendència de Jotxi en la història.

## Fets
El 1210 va participar en una campanya en el país kirguís. Una altra campanya en aquesta zona la va fer el 1218.
El 1213 Genguis Kan estava en guerra contra els jurchen i va dividir les seves forces en tres cossos, un dels quals va estar sota el comandament dels seus fills Jotxi, Txagatai i Ogodei, i va penetrar cap al Shansi central en direcció a Tai-yuan i Ping-yang, que presumiblement van ocupar, però van evacuar després per emportar-se el botí a zona més segura al nord.
L'estiu del 1219 els mongols van preparar el seu exèrcit a l'alt Irtix. A la tardor Genguis Kan va arribar a Qayaligh al sud-est del Baikal en territori karluc, on se li va unir el rei Arslan Khan amb les seves forces; després se li van unir Sjuqnaq-teguin, rei d'Almaligh, i Bartchu, idiqut dels uigurs. Barthold pensa que l'exèrcit format arribava a una xifra entre 150 mil i 200 mil homes. Muhàmmad de Coràsmia disposava de més forces però les va repartir en tota la línia del Sirdarià i les fortaleses de la Transoxiana i així a cada lloc disposava de menys efectius que l'enemic. Genguis va atacar per Otrar, on va quedar una divisió a les ordres de Txagatai i Ogodei, fills del gran kan; una altra divisió sota comandant de Jotxi, va baixar pel Sir Darya i va ocupar Sighnaq (prop de la moderna ciutat de Turkestan) i Jand (prop de la moderna Perovsk); un grup de cinc mil mongols va ocupar Benaket, a l'alt Sir Darya, a l'oest de Taixkend i van assetjar Khojend, on era governador Timur Màlik, que després d'una enèrgica defensa va poder fugir en barca pel riu. El mateix mes d'abril en què feia aquestes conquestes, va dirigir junt amb Txagatai l'atac a Urjenj. Jotxi i Txagatai van diferir en la tàctica i Genguis va enviar a l'altra fill Ogodei. Tota la població fou massacrada excepte els artesans qualificats, que foren enviats a Mongòlia. La localitat fou destruïda fent passar per damunt de la ciutat les aigües del riu Amudarià (Jotxi no la volia destruir).
Per l'afer de la successió es va convocar un kuriltai el 1222, on Txagatai va treure el tema del dubtós origen de Jotxi, i el pare va deixar clar que Jotxi era el seu fill. Però a partir del 1223 el gran kan es va decantar per tercer fill, Ogodei, per la successió. Txagatai i Jotxi van acceptar però les relacions entre ambdós foren sempre dolentes. La tardor del 1223 Jotxi es va retirar al seu ulus al nord de la mar d'Aral i la mar Càspia, la part occidental de l'imperi, on va restar sense tornar a veure al seu pare.
El 1226 Genguis Kan el va cridar i Jotxi no el va obeir. Genguis estava disposat a enviar contra el fill rebel als altres dos fills Txagatai i Ogodei però abans d'obrir-se les hostilitats, mentre Genguis feia campanya contra els jurchen (des de 1226), el febrer de 1227 va morir Jotxi al seu territori del Turgai i el Uralsk. Els dominis occidentals li foren confirmats a la seva família, els Jotxides, al kuriltai de 1229. El dret mongol reservava a la branca major les terres més allunyades dels dominis paterns i així Jotxi va rebre les estepes a l'oest del Irtix amb el Semipalàtinsk, Aqmolinsk, Turgai o Aqtiubinsk, Uralsk, Adaj i el país de Coràsmia amb Khiva i el dret de conquesta a l'oest del Volga, anomenat terra de Qiptxaq. Les terres de pastura encarregades havien passat al seu fill Batu, anomenat Sain Khan (el bon kan) el 1227.

## Família

### Esposes
L'esposa principal fou Bekntemish, filla de Yakembo, germà de Wang Khan dels keraits, una de tres germanes famoses (les altres foren Shurkukteni, esposa de Tului, i Abika, esposa d'un príncep Urut de la guàrdia del mateix Genguis Kan, que l'hi va casar després d'un somni).
La segona esposa fou Oki o Ukin Kuchin filla d'Ilji Noyan, cap dels kunkurats (kungrats). Altres esposes foren Sultan Khatun 
de la tribu Imen i una quarta esmentada per Khuandemir, també dels kunkurats, anomenada Sarkan. Probablement en va tenir altres, o almenys concubines.

### Descendència
Va deixar catorze fills segons Khuantemir (40 segons Rashid ad-Din, però això és probablement un error) i almenys dues filles una de les quals es va casar al kan dels karluks i l'altra a Sighnak Tikin, senyor d'Almaligh. Els seus descendents són coneguts habitualment amb el nom de Jotxides. D'aquesta branca foren els kans dels següents kanats:
- Horda d'Or
- Horda Blanca
- Gran Horda
- Kanat d'Astracan
- Dinastia astrakhànida o ashtarkhànida o djànida al kanat de Bukharà
- Kanat de Kazan
- Kanat de Qasim (Kassímov)
- Kanat de Crimea
- Kanat de Nogai
- Dinastia Xibànida (Kanat Uzbek)
- Dinastia Xibànida al kanat de Bukharà
- Kanat de Coràsmia, després Kanat de Khivà
- Kanat de Ferganà, després kanat de Kokand
- Kanat de Tiumén
- Kanat de Sibèria
- Kanat de l'Alt Tobol

Dels fills els següents quatre foren importants:
- Orda Khan (vers 1204-1280), kan de l'Horda Blanca
- Batu Khan o Batu Khan, kan de l'Horda Blava
- Berke Khan, kan de l'Horda d'Or o Kanat de Qiptxaq (1257-1267)[4]
- Xiban, que va rebre territoris al nord dels de Batu i Orda